# Geoffrey S. Fletcher
Geoffrey Shawn Fletcher, né le 4 octobre 1970 à New London, est un scénariste américain, réalisateur et professeur de cinéma adjoint à l'Université Columbia et la Tisch School of the Arts de l'Université de New York.

## Filmographie
- 2009 : Precious : écrivain
- 2011 : Violet et Daisy : réalisateur et scénariste
- 2018 : L'Épreuve du feu (Trial by Fire) d'Edward Zwick : scénariste